# Slaget vid Gnesen
Slaget vid Gnesen var ett fältslag som utspelades den 27 april 1656 under Karl X Gustavs polska krig, mellan Sverige och Polen-Litauen. Slaget räknas som oavgjort då de polsk-litauiska styrkorna lämnade slagfältet.